# Devara Hippargi, Sindgi
Devara Hippargi là một làng thuộc tehsil Sindgi, huyện Bijapur, bang Karnataka, Ấn Độ.